# Mark O'Connor
Mark O'Connor (né le 5 août 1961) est un violoniste et compositeur américain dont la musique mêle bluegrass, country, jazz et classique. Trois fois lauréat d'un Grammy Award, il a remporté six fois le prix de musicien de l'année de la Country Music Association.

## Biographie
O'Connor est né à Washington en 1961. O'Connor compose, arrange et enregistre de la musique américaine dans des genres tels que le folk, le classique et le jazz. Ses œuvres comprennent des concertos et des compositions pour orchestre, quatuors à cordes, trios à cordes, musique chorale, pièces solo non accompagnées, ensemble folk et bluegrass et une symphonie.